# Actinopyga bannwarthi
Actinopyga bannwarthi е вид морска краставица от семейство Holothuriidae.

## Разпространение
Видът е разпространен в Австралия, Джибути, Египет, Еритрея, Йемен, Израел, Йордания, Мадагаскар, Саудитска Арабия, Сомалия и Судан.